# Gamasellus mycophagus
Gamasellus mycophagus är en spindeldjursart som beskrevs av Jean Cooreman 1942. Gamasellus mycophagus ingår i släktet Gamasellus och familjen Ologamasidae. Inga underarter finns listade i Catalogue of Life.